# Campeonato Portugal de Todo–o–Terreno de 2020
O Campeonato de Portugal de Todo-o-Terreno AM|48 (CPTT) é principal competição de Todo-o-terreno em Portugal,  organizada pela Federação Portuguesa de Automobilismo e Karting. O Campeão em título é Tiago Reis. O campeonato é constituído por diversas provas de média duração (2 dias não ultrapassando os 500 km cronometrados) designadas Bajas.
O CPTT, além da categoria principal T1 (destinada a veículos modificados), contém as categorias T2 (veículos derivados de série), T8 (veículos de Produção), T3 (destinada a veículos leves modificados ou SSV modificados) e T4 (destinada a veículos leves de origem ou SSV de origem). Algumas das provas são acompanhadas pelo Campeonato Nacional de Todo–o–Terreno de Motos, Quads e SSV.
A Baja Portalegre 500 pontua para a Taça do Mundo de Todo-o-Terreno de Bajas da FIA.

## Provas
| Data                  | Prova                                 | Organizador                |               |
| --------------------- | ------------------------------------- | -------------------------- | ------------- |
| 7 a 9 Fevereiro 2020  | Baja TT Vindimas do Alentejo          | CPKA                       |               |
| 6 a 8 Março 2020      | Baja TT ACP                           | Automóvel Club de Portugal |               |
| 9 a 11 Abril 2020     | Baja de Loulé                         | Clube Automóvel do Algarve | Não realizada |
| 19 e 20 Setembro 2020 | Baja TT do Pinhal                     | Escuderia Castelo Branco   |               |
| 25 a 27 Setembro 2020 | Baja TT Capital do Vinhos de Portugal | SAR Motorismo              |               |
| 17 e 18 Outubro 2020  | Baja TT de Idanha a Nova              | Escuderia Castelo Branco   |               |
| 5 a 7 Novembro 2020   | Baja Portalegre 500                   | Automóvel Club de Portugal |               |

## Vencedores T1 (inscritos no CPTT)
| Prova                                 | Lugar | Equipa                           | Carro                    |
| ------------------------------------- | ----- | -------------------------------- | ------------------------ |
| Baja TT Vindimas do Alentejo          | 1º    | Tiago Reis / Valter Cardoso      | Mitsubishi Racing Lancer |
| Baja TT Vindimas do Alentejo          | 2º    | Manuel Correia / Miguel Ramalho  | Mitsubishi HRX Ford      |
| Baja TT Vindimas do Alentejo          | 3º    | Paulo Ferreira / Jorge Monteiro  | Toyota Hilux             |
| Baja TT ACP                           | 1º    | Miguel Barbosa / Pedro Velosa    | Toyota Hilux             |
| Baja TT ACP                           | 2º    | João Ramos / Victor Jesus        | Toyota Hilux             |
| Baja TT ACP                           | 3º    | Alejandro Martins / José Marques | Mini JCW Rally           |
| Baja TT do Pinhal                     | 1º    |                                  |                          |
| Baja TT do Pinhal                     | 2º    |                                  |                          |
| Baja TT do Pinhal                     | 3º    |                                  |                          |
| Baja TT Capital do Vinhos de Portugal | 1º    |                                  |                          |
| Baja TT Capital do Vinhos de Portugal | 2º    |                                  |                          |
| Baja TT Capital do Vinhos de Portugal | 3º    |                                  |                          |
| Baja TT de Idanha a Nova              | 1º    |                                  |                          |
| Baja TT de Idanha a Nova              | 2º    |                                  |                          |
| Baja TT de Idanha a Nova              | 3º    |                                  |                          |
| Baja Portalegre 500                   | 1º    |                                  |                          |
| Baja Portalegre 500                   | 2º    |                                  |                          |
| Baja Portalegre 500                   | 3º    |                                  |                          |

## Vencedores T2 (inscritos no CPTT)
| Prova                                 | Lugar | Equipa                                        | Carro                               |
| ------------------------------------- | ----- | --------------------------------------------- | ----------------------------------- |
| Baja TT Vindimas do Alentejo          | 1º    | João Ferreira / David Monteiro                | Nissan Pathfinder (R51)             |
| Baja TT Vindimas do Alentejo          | 2º    | João Franco / Pedro Inácio                    | Nissan Navara D22                   |
| Baja TT Vindimas do Alentejo          | 3º    | - - - - - - - - - - - - - - - - - - - - - - - | - - - - - - - - - - - - - - - - - - |
| Baja TT ACP                           | 1º    | João Franco / Pedro Inácio                    | Nissan Navara D22                   |
| Baja TT ACP                           | 2º    | Georgino Pedroso / Carlos Silva               | Isuzu D-Max (TFS 85)                |
| Baja TT ACP                           | 3º    | - - - - - - - - - - - - - - - - - - - - - - - | - - - - - - - - - - - - - - - - - - |
| Baja TT do Pinhal                     | 1º    |                                               |                                     |
| Baja TT do Pinhal                     | 2º    |                                               |                                     |
| Baja TT do Pinhal                     | 3º    |                                               |                                     |
| Baja TT Capital do Vinhos de Portugal | 1º    |                                               |                                     |
| Baja TT Capital do Vinhos de Portugal | 2º    |                                               |                                     |
| Baja TT Capital do Vinhos de Portugal | 3º    |                                               |                                     |
| Baja TT de Idanha a Nova              | 1º    |                                               |                                     |
| Baja TT de Idanha a Nova              | 2º    |                                               |                                     |
| Baja TT de Idanha a Nova              | 3º    |                                               |                                     |
| Baja Portalegre 500                   | 1º    |                                               |                                     |
| Baja Portalegre 500                   | 2º    |                                               |                                     |
| Baja Portalegre 500                   | 3º    |                                               |                                     |

## Vencedores T8 (inscritos no CPTT)
| Prova                                 | Lugar | Equipa                              | Carro                 |
| ------------------------------------- | ----- | ----------------------------------- | --------------------- |
| Baja TT Vindimas do Alentejo          | 1º    | Francisco Barreto / Carlos Silva    | Nissan Navara         |
| Baja TT Vindimas do Alentejo          | 2º    | José Mendes / Jorge Baptista        | Mitsubishi L200       |
| Baja TT Vindimas do Alentejo          | 3º    | Mário Duarte / Paulo Torres         | Toyota Rav 4          |
| Baja TT ACP                           | 1º    | Francisco Barreto / Sérgio Cerveira | Nissan Navara         |
| Baja TT ACP                           | 2º    | Carlos Faustino / Rui Gomes         | Mitsubishi Pajero GLS |
| Baja TT ACP                           | 3º    | Edgar Reis / Filipe Martins         | Mitsubishi Pajero     |
| Baja TT do Pinhal                     | 1º    |                                     |                       |
| Baja TT do Pinhal                     | 2º    |                                     |                       |
| Baja TT do Pinhal                     | 3º    |                                     |                       |
| Baja TT Capital do Vinhos de Portugal | 1º    |                                     |                       |
| Baja TT Capital do Vinhos de Portugal | 2º    |                                     |                       |
| Baja TT Capital do Vinhos de Portugal | 3º    |                                     |                       |
| Baja TT de Idanha a Nova              | 1º    |                                     |                       |
| Baja TT de Idanha a Nova              | 2º    |                                     |                       |
| Baja TT de Idanha a Nova              | 3º    |                                     |                       |
| Baja Portalegre 500                   | 1º    |                                     |                       |
| Baja Portalegre 500                   | 2º    |                                     |                       |
| Baja Portalegre 500                   | 3º    |                                     |                       |

## Vencedores T3 (inscritos no CPTT)
| Prova                                 | Lugar | Equipa                              | Carro                         |
| ------------------------------------- | ----- | ----------------------------------- | ----------------------------- |
| Baja TT Vindimas do Alentejo          | 1º    | Alexandre Ré / Pedro Ré             | Can-am Maverick X3            |
| Baja TT Vindimas do Alentejo          | 2º    | - - - - - - - - - - - - - - - - - - | - - - - - - - - - - - - - - - |
| Baja TT Vindimas do Alentejo          | 3º    | - - - - - - - - - - - - - - - - - - | - - - - - - - - - - - - - - - |
| Baja TT ACP                           | 1º    | Alexandre Ré / Pedro Ré             | Can-am Maverick X3            |
| Baja TT ACP                           | 2º    | - - - - - - - - - - - - - - - - - - | - - - - - - - - - - - - - - - |
| Baja TT ACP                           | 3º    | - - - - - - - - - - - - - - - - - - | - - - - - - - - - - - - - - - |
| Baja TT do Pinhal                     | 1º    |                                     |                               |
| Baja TT do Pinhal                     | 2º    |                                     |                               |
| Baja TT do Pinhal                     | 3º    |                                     |                               |
| Baja TT Capital do Vinhos de Portugal | 1º    |                                     |                               |
| Baja TT Capital do Vinhos de Portugal | 2º    |                                     |                               |
| Baja TT Capital do Vinhos de Portugal | 3º    |                                     |                               |
| Baja TT de Idanha a Nova              | 1º    |                                     |                               |
| Baja TT de Idanha a Nova              | 2º    |                                     |                               |
| Baja TT de Idanha a Nova              | 3º    |                                     |                               |
| Baja Portalegre 500                   | 1º    |                                     |                               |
| Baja Portalegre 500                   | 2º    |                                     |                               |
| Baja Portalegre 500                   | 3º    |                                     |                               |

## Classificação Campeonato Absoluto de Pilotos
| Lugar | Piloto              | Total | 1           | 1       | 1  | 2           | 2       | 2  | 3           | 3       | 3  | 4           | 4       | 4  | 5           | 5       | 5  | 6           | 6       | 6  |
| Lugar | Piloto              | Total | Geral Final | Prólogo | SS | Geral Final | Prólogo | SS | Geral Final | Prólogo | SS | Geral Final | Prólogo | SS | Geral Final | Prólogo | SS | Geral Final | Prólogo | SS |
| ----- | ------------------- | ----- | ----------- | ------- | -- | ----------- | ------- | -- | ----------- | ------- | -- | ----------- | ------- | -- | ----------- | ------- | -- | ----------- | ------- | -- |
| 1º    | Tiago Reis          | 41    | 25          |         | 2  | 14          |         |    |             |         |    |             |         |    |             |         |    |             |         |    |
| 2º    | Miguel Barbosa      | 29    |             |         |    | 25          | 1       | 3  |             |         |    |             |         |    |             |         |    |             |         |    |
| 3º    | Nuno Matos          | 24    | 12          |         |    | 12          |         |    |             |         |    |             |         |    |             |         |    |             |         |    |
| 4º    | Manuel Correia      | 21    | 20          |         |    | 1           |         |    |             |         |    |             |         |    |             |         |    |             |         |    |
| 5º    | Paulo Ferreira      | 21    | 17          |         |    | 4           |         |    |             |         |    |             |         |    |             |         |    |             |         |    |
| 6º    | João Ramos          | 20    | 0           |         |    | 20          |         |    |             |         |    |             |         |    |             |         |    |             |         |    |
| 7º    | André Amaral        | 20    | 14          |         |    | 6           |         |    |             |         |    |             |         |    |             |         |    |             |         |    |
| 8º    | Alejandro Martins   | 18    | 0           | 1       |    | 17          |         |    |             |         |    |             |         |    |             |         |    |             |         |    |
| 9º    | Nuno Madeira        | 18    | 10          |         |    | 8           |         |    |             |         |    |             |         |    |             |         |    |             |         |    |
| 10º   | Alexandre Ré        | 18    | 8           |         |    | 10          |         |    |             |         |    |             |         |    |             |         |    |             |         |    |
| 11º   | Luís Dias           | 8     | 6           |         |    | 2           |         |    |             |         |    |             |         |    |             |         |    |             |         |    |
| 12º   | David Spranger      | 4     | 4           |         |    | 0           |         |    |             |         |    |             |         |    |             |         |    |             |         |    |
| 13º   | Francisco Barreto   | 3     | 2           |         |    | 1           |         |    |             |         |    |             |         |    |             |         |    |             |         |    |
| 14º   | Bruno Rodrigues     | 2     | 1           |         |    | 1           |         |    |             |         |    |             |         |    |             |         |    |             |         |    |
| 14º   | José Mendes         | 2     | 1           |         |    | 1           |         |    |             |         |    |             |         |    |             |         |    |             |         |    |
| 14º   | Edgar Reis          | 2     | 1           |         |    | 1           |         |    |             |         |    |             |         |    |             |         |    |             |         |    |
| 14º   | César Sequeira      | 2     | 1           |         |    | 1           |         |    |             |         |    |             |         |    |             |         |    |             |         |    |
| 14º   | Jorge Cardoso       | 2     | 1           |         |    | 1           |         |    |             |         |    |             |         |    |             |         |    |             |         |    |
| 14º   | João Franco         | 2     | 1           |         |    | 1           |         |    |             |         |    |             |         |    |             |         |    |             |         |    |
| 14º   | Cesário Santos      | 2     | 1           |         |    | 1           |         |    |             |         |    |             |         |    |             |         |    |             |         |    |
| 21º   | Mário Duarte        | 1     | 1           |         |    | 0           |         |    |             |         |    |             |         |    |             |         |    |             |         |    |
| 21º   | Henrique Lourenço   | 1     | 1           |         |    | 0           |         |    |             |         |    |             |         |    |             |         |    |             |         |    |
| 21º   | João Ferreira       | 1     | 1           |         |    | 0           |         |    |             |         |    |             |         |    |             |         |    |             |         |    |
| 21º   | Nuno Tordo          | 1     | 1           |         |    | 0           |         |    |             |         |    |             |         |    |             |         |    |             |         |    |
| 21º   | Nuno Weelhouse Reis | 1     | 1           |         |    |             |         |    |             |         |    |             |         |    |             |         |    |             |         |    |
| 21º   | Carlos Faustino     | 1     | 0           |         |    | 1           |         |    |             |         |    |             |         |    |             |         |    |             |         |    |
| 21º   | Rui Marques         | 1     |             |         |    | 1           |         |    |             |         |    |             |         |    |             |         |    |             |         |    |
| 21º   | Georgino Pedroso    | 1     |             |         |    | 1           |         |    |             |         |    |             |         |    |             |         |    |             |         |    |
|       | Pedro Oliveira      | 0     | 0           |         |    |             |         |    |             |         |    |             |         |    |             |         |    |             |         |    |
|       | Sérgio Vitorino     | 0     | 0           |         |    | 0           |         |    |             |         |    |             |         |    |             |         |    |             |         |    |
|       | Júlio Mourão        | 0     | 0           |         |    |             |         |    |             |         |    |             |         |    |             |         |    |             |         |    |
|       | Margarida Sá        | 0     | 0           |         |    | 0           |         |    |             |         |    |             |         |    |             |         |    |             |         |    |
|       | Miguel Jordão       | 0     |             |         |    | 0           |         |    |             |         |    |             |         |    |             |         |    |             |         |    |
|       | Pedro Dias da Silva | 0     |             |         |    | 0           |         |    |             |         |    |             |         |    |             |         |    |             |         |    |

1 - Baja TT Vindimas do Alentejo / 2 - Baja TT ACP / 3 - Baja TT do Pinhal / 4 - Baja TT Capital do Vinhos de Portugal / 5 - Baja TT de Idanha a Nova / 6 - Baja Portalegre 500

## Classificação Campeonato Absoluto de Navegadores
| Lugar | Navegador         | Total | 1           | 1       | 1  | 2           | 2       | 2  | 3           | 3       | 3  | 4           | 4       | 4  | 5           | 5       | 5  | 6           | 6       | 6  |
| Lugar | Navegador         | Total | Geral Final | Prólogo | SS | Geral Final | Prólogo | SS | Geral Final | Prólogo | SS | Geral Final | Prólogo | SS | Geral Final | Prólogo | SS | Geral Final | Prólogo | SS |
| ----- | ----------------- | ----- | ----------- | ------- | -- | ----------- | ------- | -- | ----------- | ------- | -- | ----------- | ------- | -- | ----------- | ------- | -- | ----------- | ------- | -- |
| 1º    | Valter Cardoso    | 41    | 25          |         | 2  | 14          |         |    |             |         |    |             |         |    |             |         |    |             |         |    |
| 2º    | Pedro Velosa      | 29    |             |         |    | 25          | 1       | 3  |             |         |    |             |         |    |             |         |    |             |         |    |
| 3º    | Joel Lutas        | 24    | 12          |         |    | 12          |         |    |             |         |    |             |         |    |             |         |    |             |         |    |
| 4º    | Jorge Monteiro    | 23    | 17          |         |    | 6           |         |    |             |         |    |             |         |    |             |         |    |             |         |    |
| 5º    | Nelson Ramos      | 22    | 14          |         |    | 8           |         |    |             |         |    |             |         |    |             |         |    |             |         |    |
| 6º    | Miguel Ramalho    | 21    | 20          |         |    | 1           |         |    |             |         |    |             |         |    |             |         |    |             |         |    |
| 7º    | Victor Jesus      | 20    |             |         |    | 20          |         |    |             |         |    |             |         |    |             |         |    |             |         |    |
| 8º    | Pedro Ré          | 20    | 10          |         |    | 10          |         |    |             |         |    |             |         |    |             |         |    |             |         |    |
| 9º    | José Marques      | 18    |             | 1       |    | 17          |         |    |             |         |    |             |         |    |             |         |    |             |         |    |
| 10º   | Carlos Silva      | 9     | 8           |         |    | 1           |         |    |             |         |    |             |         |    |             |         |    |             |         |    |
| 11º   | Jorge Batista     | 7     | 6           |         |    | 1           |         |    |             |         |    |             |         |    |             |         |    |             |         |    |
| 12º   | Sérgio Cerveira   | 4     |             |         |    | 4           |         |    |             |         |    |             |         |    |             |         |    |             |         |    |
| 13º   | Paulo Torres      | 4     | 4           |         |    | 0           |         |    |             |         |    |             |         |    |             |         |    |             |         |    |
| 14º   | André Barras      | 3     | 1           |         |    | 2           |         |    |             |         |    |             |         |    |             |         |    |             |         |    |
| 14º   | Filipe Martins    | 3     | 1           |         |    | 1           |         |    |             |         |    |             |         |    |             |         |    |             |         |    |
| 16º   | Tânia Sequeira    | 2     | 2           |         |    | 1           |         |    |             |         |    |             |         |    |             |         |    |             |         |    |
| 16º   | Pedro Inácio      | 2     | 1           |         |    | 1           |         |    |             |         |    |             |         |    |             |         |    |             |         |    |
| 16º   | Alexandre Gomes   | 2     | 1           |         |    | 1           |         |    |             |         |    |             |         |    |             |         |    |             |         |    |
| 19º   | Rui Gomes         | 1     |             |         |    | 1           |         |    |             |         |    |             |         |    |             |         |    |             |         |    |
| 19º   | João Lourenço     | 1     | 1           |         |    | 0           |         |    |             |         |    |             |         |    |             |         |    |             |         |    |
| 19º   | José Janela       | 1     | 1           |         |    | 0           |         |    |             |         |    |             |         |    |             |         |    |             |         |    |
| 19º   | David Monteiro    | 1     | 1           |         |    | 0           |         |    |             |         |    |             |         |    |             |         |    |             |         |    |
| 19º   | António Serrão    | 1     | 1           |         |    | 0           |         |    |             |         |    |             |         |    |             |         |    |             |         |    |
| 19º   | Jorge Antunes     | 1     | 1           |         |    |             |         |    |             |         |    |             |         |    |             |         |    |             |         |    |
|       | Rafael Lutas      | 0     |             |         |    | 0           |         |    |             |         |    |             |         |    |             |         |    |             |         |    |
|       | Ivo Santos        | 0     |             |         |    | 0           |         |    |             |         |    |             |         |    |             |         |    |             |         |    |
|       | Maria João Duarte | 0     |             |         |    | 0           |         |    |             |         |    |             |         |    |             |         |    |             |         |    |
|       | Ricardo Oliveira  | 0     |             |         |    |             |         |    |             |         |    |             |         |    |             |         |    |             |         |    |
|       | Jorge Amaral      | 0     |             |         |    |             |         |    |             |         |    |             |         |    |             |         |    |             |         |    |

1 - Baja TT Vindimas do Alentejo / 2 - Baja TT ACP / 3 - Baja TT do Pinhal / 4 - Baja TT Capital do Vinhos de Portugal / 5 - Baja TT de Idanha a Nova / 6 - Baja Portalegre 500

## Classificação Campeonato T1 Pilotos
| Lugar | Piloto              | Total | 1           | 1       | 1  | 2           | 2       | 2  | 3           | 3       | 3  | 4           | 4       | 4  | 5           | 5       | 5  | 6           | 6       | 6  |
| Lugar | Piloto              | Total | Geral Final | Prólogo | SS | Geral Final | Prólogo | SS | Geral Final | Prólogo | SS | Geral Final | Prólogo | SS | Geral Final | Prólogo | SS | Geral Final | Prólogo | SS |
| ----- | ------------------- | ----- | ----------- | ------- | -- | ----------- | ------- | -- | ----------- | ------- | -- | ----------- | ------- | -- | ----------- | ------- | -- | ----------- | ------- | -- |
| 1º    | Tiago Reis          | 41    | 25          |         | 2  | 14          |         |    |             |         |    |             |         |    |             |         |    |             |         |    |
| 2º    | Miguel Barbosa      | 29    |             |         |    | 25          | 1       | 3  |             |         |    |             |         |    |             |         |    |             |         |    |
| 3º    | Nuno Matos          | 24    | 12          |         |    | 12          |         |    |             |         |    |             |         |    |             |         |    |             |         |    |
| 4º    | Paulo Ferreira      | 23    | 17          |         |    | 6           |         |    |             |         |    |             |         |    |             |         |    |             |         |    |
| 5º    | André Amaral        | 22    | 14          |         |    | 8           |         |    |             |         |    |             |         |    |             |         |    |             |         |    |
| 6º    | Manuel Correia      | 21    | 20          |         |    | 1           |         |    |             |         |    |             |         |    |             |         |    |             |         |    |
| 7º    | João Ramos          | 20    | 0           |         |    | 20          |         |    |             |         |    |             |         |    |             |         |    |             |         |    |
| 8º    | Nuno Madeira        | 20    | 10          |         |    | 10          |         |    |             |         |    |             |         |    |             |         |    |             |         |    |
| 9º    | Alejandro Martins   | 18    | 0           | 1       |    | 17          |         |    |             |         |    |             |         |    |             |         |    |             |         |    |
| 10º   | Luís Dias           | 12    | 8           |         |    | 4           |         |    |             |         |    |             |         |    |             |         |    |             |         |    |
| 11º   | David Spranger      | 6     | 6           |         |    | 0           |         |    |             |         |    |             |         |    |             |         |    |             |         |    |
| 12º   | Bruno Rodrigues     | 5     | 4           |         |    | 1           |         |    |             |         |    |             |         |    |             |         |    |             |         |    |
| 13º   | Jorge Cardoso       | 4     | 2           |         |    | 2           |         |    |             |         |    |             |         |    |             |         |    |             |         |    |
| 14º   | César Sequeira      | 1     |             |         |    | 1           |         |    |             |         |    |             |         |    |             |         |    |             |         |    |
|       | Pedro Dias da Silva | 0     |             |         |    | 0           |         |    |             |         |    |             |         |    |             |         |    |             |         |    |

1 - Baja TT Vindimas do Alentejo / 2 - Baja TT ACP / 3 - Baja TT do Pinhal / 4 - Baja TT Capital do Vinhos de Portugal / 5 - Baja TT de Idanha a Nova / 6 - Baja Portalegre 500

## Classificação Campeonato T1 Navegadores
| Lugar | Navegador      | Total | 1           | 1       | 1  | 2           | 2       | 2  | 3           | 3       | 3  | 4           | 4       | 4  | 5           | 5       | 5  | 6           | 6       | 6  |
| Lugar | Navegador      | Total | Geral Final | Prólogo | SS | Geral Final | Prólogo | SS | Geral Final | Prólogo | SS | Geral Final | Prólogo | SS | Geral Final | Prólogo | SS | Geral Final | Prólogo | SS |
| ----- | -------------- | ----- | ----------- | ------- | -- | ----------- | ------- | -- | ----------- | ------- | -- | ----------- | ------- | -- | ----------- | ------- | -- | ----------- | ------- | -- |
| 1º    | Valter Cardoso | 41    | 25          |         | 2  | 14          |         |    |             |         |    |             |         |    |             |         |    |             |         |    |
| 2º    | Pedro Velosa   | 29    |             |         |    | 25          | 1       | 3  |             |         |    |             |         |    |             |         |    |             |         |    |
| 3º    | Jorge Monteiro | 25    | 17          |         |    | 8           |         |    |             |         |    |             |         |    |             |         |    |             |         |    |
| 4º    | Nelson Ramos   | 24    | 14          |         |    | 10          |         |    |             |         |    |             |         |    |             |         |    |             |         |    |
| 5º    | Joel Lutas     | 24    | 12          |         |    | 12          |         |    |             |         |    |             |         |    |             |         |    |             |         |    |
| 6º    | Miguel Ramalho | 22    | 20          |         |    | 2           |         |    |             |         |    |             |         |    |             |         |    |             |         |    |
| 7º    | Victor Jesus   | 20    | 0           |         |    | 20          |         |    |             |         |    |             |         |    |             |         |    |             |         |    |
| 8º    | José Marques   | 19    | 0           | 1       |    | 17          |         |    |             |         |    |             |         |    |             |         |    |             |         |    |
| 9º    | André Barras   | 14    | 8           |         |    | 6           |         |    |             |         |    |             |         |    |             |         |    |             |         |    |
| 10º   | José Janela    | 10    | 10          |         |    | 0           |         |    |             |         |    |             |         |    |             |         |    |             |         |    |
| 11º   | Tânia Sequeira | 4     |             |         |    | 4           |         |    |             |         |    |             |         |    |             |         |    |             |         |    |
|       | Ivo Santos     | 0     | 0           |         |    | 0           |         |    |             |         |    |             |         |    |             |         |    |             |         |    |

1 - Baja TT Vindimas do Alentejo / 2 - Baja TT ACP / 3 - Baja TT do Pinhal / 4 - Baja TT Capital do Vinhos de Portugal / 5 - Baja TT de Idanha a Nova / 6 - Baja Portalegre 500

## Classificação Campeonato T2 Pilotos
| Lugar | Piloto           | Total | 1           | 1       | 1  | 2           | 2       | 2  | 3           | 3       | 3  | 4           | 4       | 4  | 5           | 5       | 5  | 6           | 6       | 6  |
| Lugar | Piloto           | Total | Geral Final | Prólogo | SS | Geral Final | Prólogo | SS | Geral Final | Prólogo | SS | Geral Final | Prólogo | SS | Geral Final | Prólogo | SS | Geral Final | Prólogo | SS |
| ----- | ---------------- | ----- | ----------- | ------- | -- | ----------- | ------- | -- | ----------- | ------- | -- | ----------- | ------- | -- | ----------- | ------- | -- | ----------- | ------- | -- |
| 1º    | João Franco      | 46    | 20          |         |    | 25          |         | 1  |             |         |    |             |         |    |             |         |    |             |         |    |
| 2º    | João Ferreira    | 30    | 25          | 1       | 2  | 0           |         | 2  |             |         |    |             |         |    |             |         |    |             |         |    |
| 3º    | Georgino Pedroso | 21    |             |         |    | 20          | 1       |    |             |         |    |             |         |    |             |         |    |             |         |    |

1 - Baja TT Vindimas do Alentejo / 2 - Baja TT ACP / 3 - Baja TT do Pinhal / 4 - Baja TT Capital do Vinhos de Portugal / 5 - Baja TT de Idanha a Nova / 6 - Baja Portalegre 500

## Classificação Campeonato T2 Navegadores
| Lugar | Navegador      | Total | 1           | 1       | 1  | 2           | 2       | 2  | 3           | 3       | 3  | 4           | 4       | 4  | 5           | 5       | 5  | 6           | 6       | 6  |
| Lugar | Navegador      | Total | Geral Final | Prólogo | SS | Geral Final | Prólogo | SS | Geral Final | Prólogo | SS | Geral Final | Prólogo | SS | Geral Final | Prólogo | SS | Geral Final | Prólogo | SS |
| ----- | -------------- | ----- | ----------- | ------- | -- | ----------- | ------- | -- | ----------- | ------- | -- | ----------- | ------- | -- | ----------- | ------- | -- | ----------- | ------- | -- |
| 1º    | Pedro Inácio   | 46    | 20          |         |    | 25          |         | 1  |             |         |    |             |         |    |             |         |    |             |         |    |
| 2º    | David Monteiro | 30    | 25          | 1       | 2  | 0           |         | 2  |             |         |    |             |         |    |             |         |    |             |         |    |
| 3º    | Carlos Silva   | 21    |             |         |    | 20          | 1       |    |             |         |    |             |         |    |             |         |    |             |         |    |

1 - Baja TT Vindimas do Alentejo / 2 - Baja TT ACP / 3 - Baja TT do Pinhal / 4 - Baja TT Capital do Vinhos de Portugal / 5 - Baja TT de Idanha a Nova / 6 - Baja Portalegre 500

## Classificação Campeonato T8 Pilotos
| Lugar | Piloto               | Total | 1           | 1       | 1  | 2           | 2       | 2  | 3           | 3       | 3  | 4           | 4       | 4  | 5           | 5       | 5  | 6           | 6       | 6  |
| Lugar | Piloto               | Total | Geral Final | Prólogo | SS | Geral Final | Prólogo | SS | Geral Final | Prólogo | SS | Geral Final | Prólogo | SS | Geral Final | Prólogo | SS | Geral Final | Prólogo | SS |
| ----- | -------------------- | ----- | ----------- | ------- | -- | ----------- | ------- | -- | ----------- | ------- | -- | ----------- | ------- | -- | ----------- | ------- | -- | ----------- | ------- | -- |
| 1º    | Francisco Barreto    | 55    | 25          |         | 2  | 25          | 1       | 2  |             |         |    |             |         |    |             |         |    |             |         |    |
| 2º    | José Mendes          | 34    | 20          |         |    | 14          |         |    |             |         |    |             |         |    |             |         |    |             |         |    |
| 3º    | Edgar Reis           | 31    | 14          |         |    | 17          |         |    |             |         |    |             |         |    |             |         |    |             |         |    |
| 4º    | Carlos Faustino      | 21    | 0           |         |    | 20          |         | 1  |             |         |    |             |         |    |             |         |    |             |         |    |
| 5º    | Mário Duarte         | 17    | 17          |         |    | 0           |         |    |             |         |    |             |         |    |             |         |    |             |         |    |
| 6º    | Cesário Santos       | 16    | 4           |         |    | 12          |         |    |             |         |    |             |         |    |             |         |    |             |         |    |
| 7º    | César Sequeira       | 12    | 12          |         |    |             |         |    |             |         |    |             |         |    |             |         |    |             |         |    |
| 8º    | Henrique Lourenço    | 11    | 10          | 1       |    | 0           |         |    |             |         |    |             |         |    |             |         |    |             |         |    |
| 9º    | Rui Marques          | 10    |             |         |    | 10          |         |    |             |         |    |             |         |    |             |         |    |             |         |    |
| 10º   | Nuno Tordo           | 8     | 8           |         |    | 0           |         |    |             |         |    |             |         |    |             |         |    |             |         |    |
| 11º   | Nuno Wheelhouse Reis | 6     | 6           |         |    |             |         |    |             |         |    |             |         |    |             |         |    |             |         |    |
|       | Pedro Oliveira       | 0     | 0           |         |    |             |         |    |             |         |    |             |         |    |             |         |    |             |         |    |
|       | Sérgio Vitorino      | 0     | 0           |         |    | 0           |         |    |             |         |    |             |         |    |             |         |    |             |         |    |
|       | Júlio Mourão         | 0     | 0           |         |    |             |         |    |             |         |    |             |         |    |             |         |    |             |         |    |
|       | Margarida Sá         | 0     | 0           |         |    | 0           |         |    |             |         |    |             |         |    |             |         |    |             |         |    |

1 - Baja TT Vindimas do Alentejo / 2 - Baja TT ACP / 3 - Baja TT do Pinhal / 4 - Baja TT Capital do Vinhos de Portugal / 5 - Baja TT de Idanha a Nova / 6 - Baja Portalegre 500

## Classificação Campeonato T8 Navegadores
| Lugar | Navegador         | Total | 1           | 1       | 1  | 2           | 2       | 2  | 3           | 3       | 3  | 4           | 4       | 4  | 5           | 5       | 5  | 6           | 6       | 6  |
| Lugar | Navegador         | Total | Geral Final | Prólogo | SS | Geral Final | Prólogo | SS | Geral Final | Prólogo | SS | Geral Final | Prólogo | SS | Geral Final | Prólogo | SS | Geral Final | Prólogo | SS |
| ----- | ----------------- | ----- | ----------- | ------- | -- | ----------- | ------- | -- | ----------- | ------- | -- | ----------- | ------- | -- | ----------- | ------- | -- | ----------- | ------- | -- |
| 1º    | Jorge Baptista    | 34    | 20          |         |    | 14          |         |    |             |         |    |             |         |    |             |         |    |             |         |    |
| 2º    | Filipe Martins    | 31    | 14          |         |    | 17          |         |    |             |         |    |             |         |    |             |         |    |             |         |    |
| 3º    | Sérgio Cerveira   | 28    |             |         |    | 25          | 1       | 2  |             |         |    |             |         |    |             |         |    |             |         |    |
| 4º    | Carlos Silva      | 27    | 25          |         | 2  |             |         |    |             |         |    |             |         |    |             |         |    |             |         |    |
| 5º    | Rui Gomes         | 21    | 0           |         |    | 20          |         | 1  |             |         |    |             |         |    |             |         |    |             |         |    |
| 6º    | Paulo Torres      | 17    | 17          |         |    | 0           |         |    |             |         |    |             |         |    |             |         |    |             |         |    |
| 7º    | Alexandre Gomes   | 16    | 4           |         |    | 12          |         |    |             |         |    |             |         |    |             |         |    |             |         |    |
| 8º    | Tânia Sequeira    | 12    | 12          |         |    |             |         |    |             |         |    |             |         |    |             |         |    |             |         |    |
| 9º    | João Lourenço     | 11    | 10          | 1       |    | 0           |         |    |             |         |    |             |         |    |             |         |    |             |         |    |
| 10º   | António Serrão    | 8     | 8           |         |    | 0           |         |    |             |         |    |             |         |    |             |         |    |             |         |    |
| 11º   | Jorge Antunes     | 6     | 6           |         |    |             |         |    |             |         |    |             |         |    |             |         |    |             |         |    |
|       | Ricardo Oliveira  | 0     | 0           |         |    |             |         |    |             |         |    |             |         |    |             |         |    |             |         |    |
|       | Rafael Lutas      | 0     | 0           |         |    | 0           |         |    |             |         |    |             |         |    |             |         |    |             |         |    |
|       | Jorge Amaral      | 0     | 0           |         |    |             |         |    |             |         |    |             |         |    |             |         |    |             |         |    |
|       | Maria João Duarte | 0     | 0           |         |    | 0           |         |    |             |         |    |             |         |    |             |         |    |             |         |    |

1 - Baja TT Vindimas do Alentejo / 2 - Baja TT ACP / 3 - Baja TT do Pinhal / 4 - Baja TT Capital do Vinhos de Portugal / 5 - Baja TT de Idanha a Nova / 6 - Baja Portalegre 500

## Classificação Campeonato T3 Pilotos
| Lugar | Piloto        | Total | 1           | 1       | 1  | 2           | 2       | 2  | 3           | 3       | 3  | 4           | 4       | 4  | 5           | 5       | 5  | 6           | 6       | 6  |
| Lugar | Piloto        | Total | Geral Final | Prólogo | SS | Geral Final | Prólogo | SS | Geral Final | Prólogo | SS | Geral Final | Prólogo | SS | Geral Final | Prólogo | SS | Geral Final | Prólogo | SS |
| ----- | ------------- | ----- | ----------- | ------- | -- | ----------- | ------- | -- | ----------- | ------- | -- | ----------- | ------- | -- | ----------- | ------- | -- | ----------- | ------- | -- |
| 1º    | Alexandre Ré  | 57    | 25          | 1       | 2  | 25          | 1       | 3  |             |         |    |             |         |    |             |         |    |             |         |    |
|       | Miguel Jordão | 0     |             |         |    | 0           |         |    |             |         |    |             |         |    |             |         |    |             |         |    |

1 - Baja TT Vindimas do Alentejo / 2 - Baja TT ACP / 3 - Baja TT do Pinhal / 4 - Baja TT Capital do Vinhos de Portugal / 5 - Baja TT de Idanha a Nova / 6 - Baja Portalegre 500

## Classificação Campeonato T3 Navegadores
| Lugar | Navegador | Total | 1           | 1       | 1  | 2           | 2       | 2  | 3           | 3       | 3  | 4           | 4       | 4  | 5           | 5       | 5  | 6           | 6       | 6  |
| Lugar | Navegador | Total | Geral Final | Prólogo | SS | Geral Final | Prólogo | SS | Geral Final | Prólogo | SS | Geral Final | Prólogo | SS | Geral Final | Prólogo | SS | Geral Final | Prólogo | SS |
| ----- | --------- | ----- | ----------- | ------- | -- | ----------- | ------- | -- | ----------- | ------- | -- | ----------- | ------- | -- | ----------- | ------- | -- | ----------- | ------- | -- |
| 1º    | Pedro Ré  | 57    | 25          | 1       | 2  | 25          | 1       | 3  |             |         |    |             |         |    |             |         |    |             |         |    |

1 - Baja TT Vindimas do Alentejo / 2 - Baja TT ACP / 3 - Baja TT do Pinhal / 4 - Baja TT Capital do Vinhos de Portugal / 5 - Baja TT de Idanha a Nova / 6 - Baja Portalegre 500

## Refêrencias
1. https://www.fpak.pt/campeonatos/classificacoes/370